# Голоки

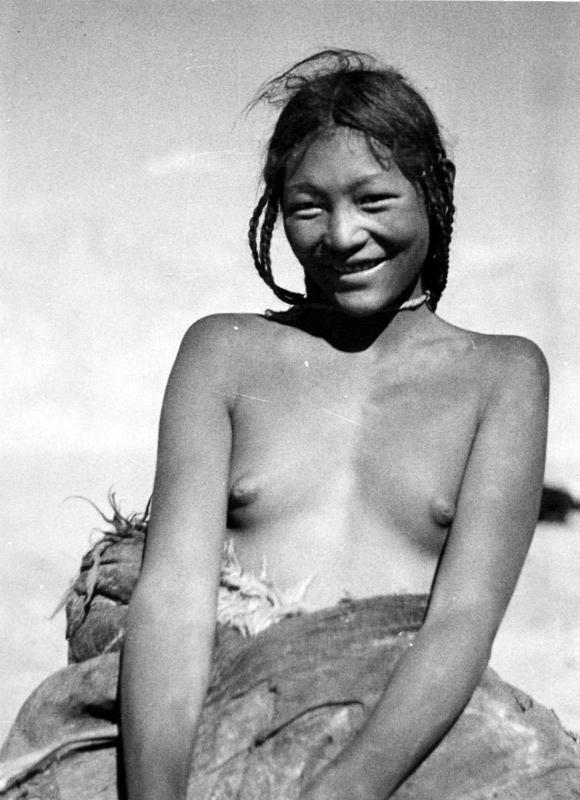
Голокская девушка

Голоки (гологи, нголоки) — субэтническая группа тибетцев, проживающая в Голог-Тибетском автономном округе.
Голоки были кочевниками, которые занимались скотоводством, а также разбойными нападениями на караваны и набегами. Они не признавали никаких властей.
Гологи не являются гомогенной этнической группой, они говорили на разных тибетских диалектах. Недовольные, пришедшие из различных регионов Тибета и из западных регионов Китая были вобраны в себя горными племенами и образовали союз голокских племён.
Верования голоков отличались большим разнообразием. Некоторые из них придерживались различных направлений тибетского буддизма, а другие исповедовали добуддийскую религию Бон.